# Shoot for the Stars, Aim for the Moon
Shoot for the Stars, Aim for the Moon ist das erste Studioalbum des US-amerikanischen Rappers Pop Smoke. Es erschien posthum am 3. Juli 2020 über das Label Victor Victor Worldwide und Republic Records. Eine Deluxe-Edition mit fünfzehn weiteren Tracks wurde am 20. Juli 2020 veröffentlicht, an dem sein 21. Geburtstag gewesen wäre.

## Hintergrund
Vor seinem Tod am 19. Februar 2020 arbeitete Pop Smoke, an seinem ersten Album, welches er auch schon mehrfach ankündigte. Zuvor hatte er im Jahr 2019 und 2020 schon zwei Mixtapes herausgebracht und wollte nun sein Debütalbum veröffentlichen. Nach seinem Tod war dieses Projekt erstmal auf Eis gelegt. Anfang März erklärte 50 Cent, von dem Pop Smoke ein großer Fan war und der großes Potential in diesem sah, er würde dabei helfen sein geplantes Album zu veröffentlichen. Ursprünglich sollte es am 12. Juni 2020 veröffentlicht werden, doch wegen des Respekts gegenüber den George-Floyd-Protesten wurde die Veröffentlichung auf den dritten Juli verschoben und stattdessen die Single Make it Rain mit Rowdy Rebel veröffentlicht.

## Covergestaltung
Das Albumcover zeigt eine chromfarbene Rose vor einem schwarzen Hintergrund. Auf dem Cover der Deluxe-Edition ist eine chromfarbene Taube, die eine chromfarbene Rose trägt, ebenfalls vor einem schwarzen Hintergrund abgebildet.

## Titelliste
| #  | Titel                        | Gastmusiker          | Produzenten                    | Länge |
| -- | ---------------------------- | -------------------- | ------------------------------ | ----- |
| 1  | Bad Bitch From Tokyo (Intro) |                      | 808Melo                        | 0:48  |
| 2  | Aim For The Moon             | Quavo                | WondaGurl, 808Melo             | 2:55  |
| 3  | For The Night                | Lil Baby, DaBaby     | CashMoneyAP                    | 3:10  |
| 4  | 44 BullDog                   |                      | Mobz Beatz, Mura Beatz         | 2:30  |
| 5  | Gangstas                     |                      | Swirv, CashMoneyAP             | 2:40  |
| 6  | Yea Yea                      |                      | Hakzbeats, SephGotTheWaves     | 3:05  |
| 7  | Creature                     | Swae Lee             | 808Melo, Swirv, PittThaKiD     | 3:22  |
| 8  | Snitching                    | Quavo, Future        | Buddah Bless, Seth The Chef    | 4:19  |
| 9  | Make It Rain                 | Rowdy Rebel          | Yamaica                        | 3:22  |
| 10 | The Woo                      | 50 Cent, Roddy Ricch | 808Melo, Jess Jackson          | 3:21  |
| 11 | West Coast Shit              | Quavo, Tyga          | Mustard, Bongo ByTheWay        | 3:21  |
| 12 | Enjoy Yourself               | Karol G              | Palaze, Luci G                 | 3:17  |
| 13 | Mood Swings                  | Lil Tjay             | Beat Menace, Dizzy Banko, Kiwi | 3:33  |
| 14 | Something Special            |                      | KDI                            | 2:38  |
| 15 | What You Know Bout Love      |                      | IamTash                        | 2:40  |
| 16 | Diana                        | King Combs           | SpunkaBigga                    | 3:08  |
| 17 | Got It On Me                 |                      | Young Devante                  | 3:44  |
| 18 | Tunnel Vision (Outro)        |                      | 808Melo, Nagra, Carson Hackney | 2:12  |
| 19 | Dior – Bonus                 |                      | 808Melo                        | 3:36  |

Bonustracks der Deluxe-Edition
| #  | Titel                     | Gastmusiker            | Produzenten                        | Länge |
| -- | ------------------------- | ---------------------- | ---------------------------------- | ----- |
| 1  | Hotel Lobby               |                        | Jess Jackson, 808Melo              | 2:31  |
| 2  | Showin Off Pt.1           | Fivio Foreign          | 808Melo                            | 1:36  |
| 3  | Showin Off Pt.2           | Fivio Foreign          | Szamz, AXL                         | 3:12  |
| 4  | Iced Out Audemars         | Dafi Woo               | Rico Beats, BigBroLGND             | 3:02  |
| 5  | Woo Year                  | Dread Woo              | CashMoneyAP, Young Kio, Dez Wright | 3:01  |
| 6  | Tsunami                   | Davido                 | 808Melo                            | 3:28  |
| 7  | Backseat                  | PnB Rock               | BloodPop                           | 2:50  |
| 8  | Imperfections (Interlude) |                        | Joe From Yo, Dolo                  | 1:48  |
| 9  | She Feelin Nice           | Jamie Foxx             | WondaGurl, RD Whittington          | 2:35  |
| 10 | Paranoia                  | Gunna, Young Thug      | The Elements, 808Melo              | 3:32  |
| 11 | Hello                     | A Boogie wit da Hoodie | Rico Beats, CashMoneyAP            | 3:10  |
| 12 | Be Clear                  |                        | Relly Made                         | 3:22  |
| 13 | Yea Yea – Remix           | Queen Naija            | ShepGotTheWaves, Hakzbeats         | 3:36  |
| 14 | Diana – Remix             | King Combs, Calboy     | SpunkaBigga                        | 3:54  |
| 15 | Enjoy Yourself – Remix    | Burna Boy              | Luci G, Palaze                     | 3:17  |

## Singleauskopplungen
| Jahr | Titel                        | Höchstplatzierung, Gesamtwochen, AuszeichnungChartplatzierungen (Jahr, Titel, , Platzierungen, Wochen, Auszeichnungen, Anmerkungen) | Höchstplatzierung, Gesamtwochen, AuszeichnungChartplatzierungen (Jahr, Titel, , Platzierungen, Wochen, Auszeichnungen, Anmerkungen) | Höchstplatzierung, Gesamtwochen, AuszeichnungChartplatzierungen (Jahr, Titel, , Platzierungen, Wochen, Auszeichnungen, Anmerkungen) | Höchstplatzierung, Gesamtwochen, AuszeichnungChartplatzierungen (Jahr, Titel, , Platzierungen, Wochen, Auszeichnungen, Anmerkungen) | Höchstplatzierung, Gesamtwochen, AuszeichnungChartplatzierungen (Jahr, Titel, , Platzierungen, Wochen, Auszeichnungen, Anmerkungen) | Höchstplatzierung, Gesamtwochen, AuszeichnungChartplatzierungen (Jahr, Titel, , Platzierungen, Wochen, Auszeichnungen, Anmerkungen) | Anmerkungen                                                                               |
| Jahr | Titel                        | DE | AT | CH | UK | US | R&B | Anmerkungen                                                                               |
| --- | ---------------------------- | --- | --- | --- | --- | --- | --- | ----------------------------------------------------------------------------------------- |
| 2020 | Make It Rain                 | — | — | CH84 (1 Wo.)CH | UK73 (1 Wo.)UK | US49 (2 Wo.)US | R&B21 (3 Wo.)R&B | Erstveröffentlichung: 5. Juni 2020 feat. Rowdy Rebel                                      |
| 2020 | Enjoy Yourself               | — | — | — | UK— SilberUK | US56 (2 Wo.)US | R&B32 (2 Wo.)R&B | Erstveröffentlichung: 2. Juli 2020 Verkäufe: + 240.000; feat. Karol G                     |
| 2020 | For the Night                | DE28 Gold · (17 Wo.)DE | AT19 Gold · (18 Wo.)AT | CH7 (35 Wo.)CH | UK14 Platin · (23 Wo.)UK | US6 ×8Achtfachplatin · (43 Wo.)US                                                                                                   | R&B4 (35 Wo.)R&B | Erstveröffentlichung: 3. Juli 2020 Verkäufe: + 9.858.333; feat. Lil Baby & DaBaby         |
| 2020 | The Woo                      | DE86 (2 Wo.)DE | AT42 (3 Wo.)AT | CH14 (10 Wo.)CH | UK9 Platin · (11 Wo.)UK | US11 ×2Doppelplatin · (20 Wo.)US | R&B9 (23 Wo.)R&B | Erstveröffentlichung: 10. Juli 2020 Verkäufe: + 3.020.000; feat. 50 Cent & Roddy Ricch    |
| 2020 | Mood Swings                  | DE30 Gold · (14 Wo.)DE | AT29 Gold · (13 Wo.)AT | CH11 (16 Wo.)CH | UK5 ×2Doppelplatin · (26 Wo.)UK | US17 ×3Dreifachplatin · (20 Wo.)US                                                                                                  | R&B8 (23 Wo.)R&B | Erstveröffentlichung: 21. August 2020 Verkäufe: + 5.140.000; feat. Lil Tjay               |
| 2020 | What You Know Bout Love      | DE12 Gold · (19 Wo.)DE | AT9 Gold · (18 Wo.)AT | CH8 (27 Wo.)CH | UK4 Platin · (27 Wo.)UK | US9 ×2Doppelplatin · (42 Wo.)US | R&B4 (36 Wo.)R&B | Erstveröffentlichung: 2. Oktober 2020 Verkäufe: + 4.008.333                               |
| 2021 | Hello (Deluxe Edition)       | DE87 Gold · (6 Wo.)DE | AT73 (1 Wo.)AT | CH53 (8 Wo.)CH | UK— GoldUK | US83 Platin · (11 Wo.)US | R&B32 (20 Wo.)R&B | Erstveröffentlichung: 9. Februar 2021 Verkäufe: + 2.130.000; feat. A Boogie wit da Hoodie |
| Folgende Lieder erschienen nicht als Single, wurden aber durch das Album zum Download und Streaming bereitgestellt und konnten somit eine Platzierung erlangen: |                              | | | | | | |                                                                                           |
| |                              | | | | | | |                                                                                           |
| 2020 | Gangstas                     | — | — | CH28 (2 Wo.)CH | UK— SilberUK | US37 (2 Wo.)US | R&B18 (2 Wo.)R&B | Charteinstieg: 12. Juli 2020 Verkäufe: + 395.000                                          |
| 2020 | Got It on Me                 | — | — | CH52 (1 Wo.)CH | UK— GoldUK | US31 Platin · (10 Wo.)US | R&B15 (15 Wo.)R&B | Charteinstieg: 18. Juli 2020 Verkäufe: + 1.635.000                                        |
| 2020 | Aim for the Moon             | — | — | — | — | US34 (2 Wo.)US | R&B16 (2 Wo.)R&B | Charteinstieg: 18. Juli 2020 feat. Quavo                                                  |
| 2020 | 44 Bulldog                   | — | — | — | — | US39 (2 Wo.)US | R&B20 (1 Wo.)R&B | Charteinstieg: 18. Juli 2020                                                              |
| 2020 | Something Special            | — | — | — | UK— SilberUK | US41 Platin · (7 Wo.)US | R&B21 (9 Wo.)R&B | Charteinstieg: 18. Juli 2020 Verkäufe: + 1.235.000                                        |
| 2020 | Yea Yea                      | — | — | — | — | US43 (1 Wo.)US | R&B22 (1 Wo.)R&B | Charteinstieg: 18. Juli 2020                                                              |
| 2020 | Snitching                    | — | — | — | — | US54 (1 Wo.)US | R&B30 (1 Wo.)R&B | Charteinstieg: 18. Juli 2020 feat. Quavo & Future                                         |
| 2020 | Bad Bitch from Tokyo (Intro) | — | — | — | — | US55 (1 Wo.)US | R&B31 (1 Wo.)R&B | Charteinstieg: 18. Juli 2020                                                              |
| 2020 | Creature                     | — | — | — | — | US57 (1 Wo.)US | R&B33 (1 Wo.)R&B | Charteinstieg: 18. Juli 2020 feat. Swae Lee                                               |
| 2020 | West Coast Shit              | — | — | — | — | US65 (1 Wo.)US | R&B37 (1 Wo.)R&B | Charteinstieg: 18. Juli 2020 feat. Tyga & Quavo                                           |
| 2020 | Diana                        | — | — | — | — | US76 (1 Wo.)US | R&B42 (1 Wo.)R&B | Charteinstieg: 18. Juli 2020 feat. King Combs                                             |
| 2020 | Tunnel Vision (Outro)        | — | — | — | — | US79 (1 Wo.)US | R&B43 (1 Wo.)R&B | Charteinstieg: 18. Juli 2020                                                              |

## Kommerzieller Erfolg

### Chartplatzierungen
| ChartsChartplatzierungen       | Höchstplatzierung | Wochen |
| ------------------------------ | ----------------- | ------ |
| Deutschland (GfK)              | 9 (130 Wo.)       | 130    |
| Österreich (Ö3)                | 1 (142 Wo.)       | 142    |
| Schweiz (IFPI)                 | 1 (207 Wo.)       | 207    |
| Vereinigte Staaten (Billboard) | 1 (202 Wo.)       | 202    |
| Vereinigte Staaten (R&B)       | 1 (167 Wo.)       | 167    |
| Vereinigtes Königreich (OCC)   | 1 (147 Wo.)       | 147    |

| ChartsJahrescharts (2020)      | Platzierung |
| ------------------------------ | ----------- |
| Deutschland (GfK)              | 71          |
| Österreich (Ö3)                | 19          |
| Schweiz (IFPI)                 | 10          |
| Vereinigte Staaten (Billboard) | 7           |
| Vereinigte Staaten (R&B)       | 5           |
| Vereinigtes Königreich (OCC)   | 6           |

| ChartsJahrescharts (2021)      | Platzierung |
| ------------------------------ | ----------- |
| Deutschland (GfK)              | 46          |
| Österreich (Ö3)                | 13          |
| Schweiz (IFPI)                 | 14          |
| Vereinigte Staaten (Billboard) | 3           |
| Vereinigte Staaten (R&B)       | 1           |
| Vereinigtes Königreich (OCC)   | 15          |

| ChartsJahrescharts (2022)      | Platzierung |
| ------------------------------ | ----------- |
| Deutschland (GfK)              | 79          |
| Österreich (Ö3)                | 42          |
| Schweiz (IFPI)                 | 47          |
| Vereinigte Staaten (Billboard) | 26          |
| Vereinigte Staaten (R&B)       | 13          |
| Vereinigtes Königreich (OCC)   | 46          |

| ChartsJahrescharts (2023)      | Platzierung |
| ------------------------------ | ----------- |
| Schweiz (IFPI)                 | 49          |
| Vereinigtes Königreich (OCC)   | 99          |
| Vereinigte Staaten (Billboard) | 67          |
| Vereinigte Staaten (R&B)       | 31          |

| ChartsJahrescharts (2024)      | Platzierung |
| ------------------------------ | ----------- |
| Schweiz (IFPI)                 | 79          |
| Vereinigte Staaten (Billboard) | 192         |

### Auszeichnungen für Musikverkäufe
| Land/Region                  | Auszeichnungen für Musikverkäufe (Land/Region, Auszeichnung, Verkäufe) | Verkäufe  |
| ---------------------------- | ---------------------------------------------------------------------- | --------- |
| Australien (ARIA)            | Platin                                                                 | 70.000    |
| Belgien (BRMA)               | Gold                                                                   | 10.000    |
| Dänemark (IFPI)              | 5× Platin                                                              | 100.000   |
| Deutschland (BVMI)           | Gold                                                                   | 100.000   |
| Frankreich (SNEP)            | 3× Platin                                                              | 300.000   |
| Island (IFPI)                | Gold                                                                   | 2.500     |
| Italien (FIMI)               | Platin                                                                 | 50.000    |
| Kanada (MC)                  | 3× Platin                                                              | 240.000   |
| Neuseeland (RMNZ)            | 6× Platin                                                              | 90.000    |
| Polen (ZPAV)                 | Platin                                                                 | 20.000    |
| Portugal (AFP)               | Platin                                                                 | 7.000     |
| Schweden (IFPI)              | Platin                                                                 | 30.000    |
| Vereinigte Staaten (RIAA)    | 2× Platin                                                              | 2.000.000 |
| Vereinigtes Königreich (BPI) | 2× Platin                                                              | 600.000   |
| Insgesamt                    | 3× Gold · 26× Platin ·                                                 | 3.619.500 |

Hauptartikel: Pop Smoke/Auszeichnungen für Musikverkäufe